# Sairi Itō
Sairi Itō est une actrice japonaise née le 4 mai 1994 dans la préfecture de Chiba.

## Filmographie

### Cinéma
- 2006 : Inugoe: Shiawase no nikukyu
- 2007 : Usagino dansu
- 2011 : Lost Harmony
- 2012 : Lesson of the Evil : Ayumi Nagai
- 2013 : Moratoriamu Tamako
- 2014 : Watashi no Hawaii no Arukikata
- 2014 : Chonoryoku kenkyubu no 3 nin
- 2015 : Kazoku gokko
- 2016 : Kabuki Drop
- 2016 : My Nickname Is Butacchi
- 2016 : Zenin, Kataomoi : Nomura
- 2017 : Isshukan furenzu : Fumi
- 2017 : Blank 13 : Akiko Yoshida
- 2017 : Kemonomichi : Ai Shima
- 2017 : Rasuto koppu: The Movie
- 2017 : Pan to Bus to Nidome no Hatsukoi : Satomi Ishida
- 2018 : Asako I & II : Haruyo
- 2018 : Enokida Boekido : Chiaki Maki
- 2019 : 21 seiki no onna no ko
- 2019 : Seiri-chan
- 2019 : Life: Untitled : Kano
- 2020 : Kamata pureryudo
- 2020 : Step
- 2020 : Gekijo : Aoyama
- 2020 : Junihitoe wo Kita Akuma : Rinko
- 2020 : Hoteru royaru : Maria
- 2020 : De l'autre côté du ciel : Antonio
- 2021 : Rendez-vous à Tokyo (ちょっと思い出しただけ, Chotto omoidashita dake?) de Daigo Matsui (ja) : Yo'u Nobara
- 2021 : We Couldn't Become Adults : Kaori Kato
- 2022 : Life of Mariko in Kabuchiko
- 2022 : Suzume : Rumi Ninomiya
- 2023 : Rendez-vous à Tokyo de Daigo Matsui : Yo

### Télévision
- 2005 : Minna mukashi wa kodomo datta : Momo Wakatsuki (11 épisodes)
- 2005 : Jo'o no kyoshitsu : Momo Tanaka (11 épisodes)
- 2006 : Chibi Maruko-chan : l'amie de Maruko
- 2007 : Watashitachi no kyōkasho : Mai Sansei (12 épisodes)
- 2011 : Taisetsu na koto wa subete kimi ga oshiete kureta : Uno Sairi (10 épisodes)
- 2013 : Minna! Esupa dayo! : Yuko (12 épisodes)
- 2014 : Great Teacher Onizuka : Kanako Kusumi (11 épisodes)
- 2015 : Replay & Destroy (8 épisodes)
- 2015 : Séki, mon voisin de classe
- 2015 : Transit Girls (8 épisodes)
- 2016 : Kaitō Yamaneko (3 épisodes)
- 2017 : Rakuen : Akane Doisaki (6 épisodes)
- 2017 : Hiyokko : Saori Abe (21 épisodes)
- 2018 : Tonari no kazoku wa aoku mieru : Kotone Igarashi (10 épisodes)
- 2018 : Angels in White : Chinatsu Yamada (8 épisodes)
- 2018 : In This Corner of the World : Sachiko Karitani (9 épisodes)
- 2018 : Kemono ni Narenai Watashitachi : Yumeko Matsutoya (10 épisodes)
- 2019 : Kore wa Keihi de Ochimasen : Mayu Sasaki (10 épisodes)
- 2019-2021 : The Naked Director : Junko Koseda (15 épisodes)
- 2020 : Keep Your Hands Off Eizouken! : Midori Asakusa (12 épisodes)
- 2020 : Liked! Hikaru Genji-kun : Saori Fujiwara (8 épisodes)
- 2022 : Misuteri to iunakare : Seiko Furomitsu (12 épisodes)